# Коэн, Аристид Феликс
Аристид Феликс Коэн (фр. Aristide Félix Cohen; 31 декабря 1831, Марсель — 17 февраля 1896, Париж) — французский драматург. Брат Жюля Коэна.
В 1855—1865 гг. состоял на государственной службе, подытожив свою работу публикацией книги «Очерки о налогах и бюджетах основных государств Европы» (фр. Études sur les Impôts et sur les Budgets des Principaux États de l'Europe; 1865).
В дальнейшем посвятил себя сочинению лёгких комедий, преимущественно в соавторстве (с Эдмоном Гондине, Эрнестом Грене-Данкуром, Альбеном Валабрегом и др.).
Опубликовал также повесть в стихах «Поразительный!» (фр. Frappant!; 1887), варьирующую темы и имитирующую стиль провансальского поэта середины XIX века Гюстава Бенеди.